# Бесагаш (Талгарський район)
Бесага́ш (каз. Бесағаш) — село у складі Талгарського району Алматинської області Казахстану. Адміністративний центр Бесагаського сільського округу.
У радянські часи село називалось Дзержинське.
Населення — 16632 особи (2021; 15458 у 2009, 8857 у 1999, 5909 у 1989).